# Takuya Koyama
Takuya Koyama (小山 拓哉 Koyama Takuya?, nacido el 20 de abril de 1997 en Tokio) es un exfutbolista japonés. Jugaba de defensa y su único club fue el FC Tokyo de Japón.

## Trayectoria

### Clubes
| Club            | País  | Año  |
| --------------- | ----- | ---- |
| FC Tokyo        | Japón | 2016 |
| FC Tokyo sub-23 | Japón | 2016 |

## Estadística de carrera

### J. League
| Club            | Año   | J. League | J. League | Copa J. League | Copa J. League | Total | Total |
| Club            | Año   | Part.     | Goles     | Part.          | Goles          | Part. | Goles |
| --------------- | ----- | --------- | --------- | -------------- | -------------- | ----- | ----- |
| FC Tokyo        | 2016  | 0         | 0         | 0              | 0              | 0     | 0     |
| FC Tokyo sub-23 | 2016  | 16        | 0         | -              | -              | 16    | 0     |
| Total           | Total | 16        | 0         | 0              | 0              | 16    | 0     |